# Кубок Европы по метаниям 2019
Кубок Европы по метаниям 2019 года прошёл 9—10 марта в городе Шаморин (Словакия). Соревнования принимал стадион национального Олимпийского тренировочного центра x-bionic sphere. В программу турнира были включены толкание ядра, метание диска, метание молота и метание копья. Были разыграны 4 командных Кубка: среди мужчин и женщин в абсолютной возрастной категории и среди молодёжи до 23 лет (1997 г. р. и моложе).
В соревнованиях приняли участие 297 спортсменов из 37 стран Европы (151 мужчина и 146 женщин). Каждая страна могла выставить до 2 человек в каждой дисциплине у взрослых и одного — среди молодёжи. В зачёт команды шёл лучший результат в каждом из видов метаний, переведённый в очки с помощью Международной таблицы перевода результатов ИААФ. По сумме полученных баллов определялись победители и призёры в командном зачёте Кубка.
Четвёртый год подряд в турнире не принимала участие сборная России, отстранённая с ноября 2015 года от международных соревнований в связи с допинговым скандалом. Дисквалификация была в очередной раз оставлена в силе 4 декабря 2018 года на Совете ИААФ. В то же время Европейская легкоатлетическая ассоциация в индивидуальном порядке допустила к участию в Кубке девять россиян, которые вышли на старт в качестве нейтральных атлетов.
Турнир прошёл в прохладную погоду, при температуре воздуха +13-14 градусов. Дисциплины первого дня прошли при сильном ветре. Во второй день влияние на результаты оказал моросящий дождь, начавшийся с самого утра.
На турнире был обновлён один рекорд соревнований. Отличился толкатель ядра из Грузии Георгий Муджаридзе, который стал победителем среди молодёжи — 20,27 м. Прежнее достижение равнялось 19,61 м, таким образом, Муджаридзе стал первым атлетом в истории Кубка Европы, превысившим 20-метровый рубеж, в категории до 23-х лет.
Удачными выступлениями отметились белорусские метатели. На счету спортсменов этой страны оказалось восемь индивидуальных призовых мест, в том числе три победы. В командном зачёте Белоруссия впервые стала сильнейшей среди мужчин до 23 лет, причём с лучшей суммой среди всех стран-победителей 2019 года. Анна Малыщик второй год подряд первенствовала в метании молота (74,95 м), чемпионка Европы Татьяна Холодович подтвердила класс в метании копья (65,89 м), а в этом же виде среди молодёжи выиграл Алексей Котковец. Его результат (82,45 м) оказался сразу на 6 метров дальше, чем у чемпиона в абсолютной возрастной категории Матии Краньца.
18-летний украинец Михаил Кохан выиграл метание молота среди молодёжи с высоким личным рекордом — 76,68 м, менее двух метров уступив лучшему юниорскому результату в истории с молотом весом 7,26 кг — 78,33 м.

## Результаты

### Индивидуальное первенство
| Дисциплина                   | Золото                          | Золото  | Серебро                         | Серебро | Бронза                                | Бронза  |
| ---------------------------- | ------------------------------- | ------- | ------------------------------- | ------- | ------------------------------------- | ------- |
| Мужчины                      |                                 |         |                                 |         |                                       |         |
| Толкание ядра                | Франсиску Белу Португалия       | 20,97 м | Максим Афонин Нейтральный атлет | 20,61 м | Боб Бертемес Люксембург               | 20,55 м |
| Метание диска                | Филип Миланов Бельгия           | 62,63 м | Кристоф Хартинг Германия        | 62,61 м | Мартин Куппер Эстония                 | 62,11 м |
| Метание молота               | Кантен Биго Франция             | 78,14 м | Михаил Анастасакис Греция       | 76,38 м | Евгений Коротовский Нейтральный атлет | 76,33 м |
| Метание копья                | Матия Краньц Словения           | 76,17 м | Норберт Ривас-Тот Венгрия       | 76,11 м | Мауро Фрарессо Италия                 | 75,00 м |
| Мужчины (молодёжь до 23 лет) |                                 |         |                                 |         |                                       |         |
| Толкание ядра                | Георгий Муджаридзе Грузия       | 20,27 м | Олег Томашевич Белоруссия       | 19,38 м | Алперен Карахан Турция                | 18,47 м |
| Метание диска                | Кристьян Чех Словения           | 62,90 м | Евгений Богуцкий Белоруссия     | 61,28 м | Руслан Валитов Украина                | 55,93 м |
| Метание молота               | Михаил Кохан Украина            | 76,68 м | Бенце Халас Венгрия             | 75,41 м | Александр Шиманович Белоруссия        | 72,36 м |
| Метание копья                | Алексей Котковец Белоруссия     | 82,45 м | Циприан Мжиглуд Польша          | 79,41 м | Александру Новак Румыния              | 78,74 м |
| Женщины                      |                                 |         |                                 |         |                                       |         |
| Толкание ядра                | Фанни Роос Швеция               | 18,44 м | Димитриана Сурду Молдавия       | 17,99 м | Анита Мартон Венгрия                  | 17,85 м |
| Метание диска                | Шанис Крафт Германия            | 59,79 м | Надин Мюллер Германия           | 59,74 м | Ирина Родригеш Португалия             | 58,05 м |
| Метание молота               | Анна Малыщик Белоруссия         | 74,95 м | Йоанна Фёдоров Польша           | 73,22 м | Ирина Климец Украина                  | 72,53 м |
| Метание копья                | Татьяна Холодович Белоруссия    | 65,89 м | Кристин Хуссонг Германия        | 65,47 м | Эда Тугсуз Турция                     | 64,83 м |
| Женщины (молодёжь до 23 лет) |                                 |         |                                 |         |                                       |         |
| Толкание ядра                | Йоринде ван Клинкен Нидерланды  | 16,38 м | Виолетта Вейланд Венгрия        | 15,81 м | Эшли Болонья Франция                  | 15,50 м |
| Метание диска                | Мария Толь Хорватия             | 57,76 м | Ванесса Камга Швеция            | 57,73 м | Йоринде ван Клинкен Нидерланды        | 55,86 м |
| Метание молота               | Софья Палкина Нейтральный атлет | 69,18 м | Анастасия Маслова Белоруссия    | 68,13 м | Беатрис Недберге-Льяно Норвегия       | 67,89 м |
| Метание копья                | Сара Дзабарино Италия           | 58,62 м | Александра Коньшина Белоруссия  | 55,27 м | Жеральдин Рукштуль Швейцария          | 53,50 м |

### Командное первенство
| Место | Команда  | Очки |
| ----- | -------- | ---- |
| 1     | Польша   | 4263 |
| 2     | Италия   | 4255 |
| 3     | Украина  | 4191 |
| 4     | Франция  | 4128 |
| 5     | Турция   | 4052 |
| 6     | Румыния  | 3989 |
| 7     | Беларусь | 3570 |

| Место | Команда  | Очки |
| ----- | -------- | ---- |
| 1     | Германия | 4326 |
| 2     | Беларусь | 4312 |
| 3     | Польша   | 4269 |
| 4     | Украина  | 4120 |
| 5     | Венгрия  | 4020 |
| 6     | Турция   | 4009 |
| 7     | Франция  | 3970 |
| 8     | Италия   | 3947 |

| Место | Команда    | Очки |
| ----- | ---------- | ---- |
| 1     | Беларусь   | 4380 |
| 2     | Украина    | 4104 |
| 3     | Франция    | 3973 |
| 4     | Румыния    | 3899 |
| 5     | Италия     | 3883 |
| 6     | Венгрия    | 3857 |
| 7     | Португалия | 3775 |
| 8     | Турция     | 3686 |

| Место | Команда  | Очки |
| ----- | -------- | ---- |
| 1     | Украина  | 3689 |
| 2     | Польша   | 3685 |
| 3     | Беларусь | 3615 |
| 4     | Турция   | 3575 |
| 5     | Франция  | 3536 |
| 6     | Ирландия | 3419 |